# 生駒市立生駒南中学校
生駒市立生駒南中学校（いこましりつ いこまみなみちゅうがっこう）は、奈良県生駒市萩原町にある公立中学校。

## 教育目標
- 人権を尊重する精神を養うことを基盤とし、知・徳・体の調和がとれ、心豊かで将来にわたって生きる力を持った人間の育成をめざす。このため、本校教育の目標を校訓の中に位置づけ、次のとおりとする。

自主
創造的な能力を育て、正しい判断力と強い意志を養い、自主的・自律的な生活態度や学習態度を育てる。
協同
自分も他人も大切にする「なかまづくり」を進め、社会連帯の精神を養う。
実践
真理をもとめ、生命を尊び、崇高なものに感動する心を育て、人間としてのあり方・生き方について自覚を深め、実践する力量を育てる。

## 校舎
- 本館   1F〜4F 29室
- 東館   1F〜4F 17室
- 南館   1F〜2F  9室
- 体育館

## 沿革
- 1947年4月1日 - 南生駒村立南生駒中学校として開校。
- 1953年4月 - 萩原350番地に校舎竣工。
- 1955年3月 - 生駒町立南生駒中学校と改称。
- 1970年7月 - 現在地に移転。
- 1971年11月1日 - 生駒市立生駒南中学校と改称。
- 1977年11月 - 創立30周年記念式典挙行。
- 1978年4月1日 - 生駒市立大瀬中学校が分離し、校区変更。
- 1996年10月 - 創立50周年記念式典挙行。

## 生徒数、教員数
- 生徒数 1年生43名 2年生53名 3年生54名
- 教員数 非公表

（2022年度）

## 部活動
文化部
- 茶道部
- 吹奏楽部

運動部
- 野球部(男子・女子)
- ソフトボール部(女子)
- ソフトテニス部(男子)
- バレーボール部(女子)
- バスケットボール部(男子)

## 通学区域が隣接している学校
- 生駒市立緑ヶ丘中学校
- 生駒市立大瀬中学校
- 平群町立平群中学校
- （大阪府）東大阪市立縄手中学校
- （大阪府）東大阪市立枚岡中学校